# سقف (ترانه)
«سقف» از معروف‌ترین ترانه‌های فرهاد مهراد با شعری از ایرج جنتی عطایی و آهنگسازی اسفندیار منفردزاده است.

## نقد
سیامک بهرام‌پرور در مقاله‌ای با عنوان «اندیشهٔ هم‌سقفی با احساسی نامسقف» به نقد شعر این ترانه پرداخته است و آن را از ماندگارترین ترانه‌های عاشقانهٔ ایران می‌داند. او می‌نویسد:
سقف آشکارا یک نماد است، نمادی که در آغاز محدودیت و بسته بودن را در ذهن تداعی می‌کند، آن هم با توصیفی که شاعر دارد: بی‌روزن ، پابرجا، محکم تر از آهن. در حقیقت بنِد اول، بندی غافلگیرکننده است. ما انتظار نداریم که عشق با محدودیت رابطه داشته باشد. ما منتظریم که شاعر از پرواز بگوید اما او سقف فرارویمان می‌نهد! در نتیجه شاعر در زدن ضربه ی اول موفق است.